# خوستو خوسيه دي كاروكا
خوستو خوسيه دي كاروكا (بالإسبانية: Justo José de Urquiza) (و. 1801 – 1870 م) هو سياسي، وعسكري محترف من الأرجنتين ولد في إنتري ريوس.
ويحمل رتبة عسكرية فريق أول .

## روابط خارجية
- خوستو خوسيه دي كاروكا على موقع الموسوعة البريطانية (الإنجليزية)
- خوستو خوسيه دي كاروكا على موقع إن إن دي بي (الإنجليزية)